# Abbas-Ali Khalatbari
Pour les articles homonymes, voir Khalatbari.
 (octobre 2014).
Si vous disposez d'ouvrages ou d'articles de référence ou si vous connaissez des sites web de qualité traitant du thème abordé ici, merci de compléter l'article en donnant les références utiles à sa vérifiabilité et en les liant à la section « Notes et références ».
Abbas-Ali Khalatbari, né en 1912 à Téhéran et mort le 11 avril 1979 dans la même ville, est un homme politique et diplomate iranien.

## Biographie
Docteur en droit de la Sorbonne, il commence sa carrière en 1942 au sein du ministère des Affaires étrangères. Il est ambassadeur à Varsovie de 1960 à 1962.
En 1962, il devient secrétaire général du CENTO, le traité de coopération militaire et de défense signé par l’Iran, la Turquie, le Pakistan, les États-Unis et la Grande-Bretagne. Après avoir exercé les fonctions de numéro 2 de la diplomatie iranienne, il devient ministre en 1970. Il quitte son ministère en 1977 avec la formation du deuxième gouvernement de Jafar Sharif-Emami. 
Se considérant au-dessus de tout soupçon, grâce à une vie honnête et une carrière exemplaire, il refuse de quitter l'Iran pendant la période pré-révolutionnaire. Après la révolution iranienne, il est arrêté et exécuté, en 1979. Son exécution soulève une vague de protestations dans les capitales et les chancelleries à travers le monde.